# Алекс Тобін
Алекс Тобін (англ. Alex Tobin, нар. 3 листопада 1965, Аделаїда) — австралійський футболіст, що грав на позиції захисника.
Виступав, зокрема, за клуб «Аделаїда Сіті», а також національну збірну Австралії.

## Клубна кар'єра
Народився 3 листопада 1965 року в місті Аделаїда. Вихованець команди «Аделаїда Сіті», в якій і розпочав свою дорослу кар'єру, провівши шістнадцять сезонів, взявши участь у 436 матчах чемпіонату. Більшість часу, проведеного у складі «Аделаїда Сіті», був основним гравцем захисту команди і за цей час тричі з командою став чемпіоном Австралії, вигравши Національну футбольну лігу, а також двічі виграв Кубок Національної футбольної ліги.
Протягом 2001—2002 років захищав кольори клубу «Парраматта Пауер», а завершив ігрову кар'єру у команді «Нозерн Спірітс», за яку виступав протягом 2002—2003 років. Тобін відіграв загалом 522 матчі в чемпіонаті Австралії.

## Виступи за збірні
1985 року залучався до складу молодіжної збірної Австралії, з якою став переможцем Молодіжного чемпіонату ОФК.
У 1988 році Тобін взяв участь в Олімпійських іграх в Сеулі. У турнірі Австралія дійшла до чвертьфіналу, де програла майбутньому переможцю СРСР (0:3), але Алекс жодного разу на поле не виходив.
У складі збірної був учасником кубка націй ОФК 1996 року у різних країнах, де разом з командою здобув «золото», розіграшу Кубка конфедерацій 1997 року у Саудівській Аравії, ставши фіналістом турніру, та кубка націй ОФК 1998 року в Австралії, де теж разом з командою здобув «срібло», програвши у фіналі.
Всього протягом кар'єри у національній команді, яка тривала 11 років, провів у її формі 87 матчів, забивши 2 голи і на момент завершенні ігрової кар'єри був рекордсменом збірної за кількістю проведених ігор. З часом його обійшли інші гравці і на 2020 рік він посідає 5 місце у цьому почесному списку.

## Тренерська кар'єра
У 2008 році увійшов до тренерського штабу австралійського клубу «Сентрал Кост Марінерс», де почав працювати тренером молодіжного складу, а пізніше став помічником тренера першої команди.

## Титули і досягнення
- Чемпіон Національної футбольної ліги (3): 1986, 1991–92, 1993–94
- Володар Кубка Національної футбольної ліги (2): 1989, 1991–92
- Переможець Кубка націй ОФК: 1996
- Срібний призер Кубка націй ОФК: 1998
- Фіналіст Кубка конфедерацій: 1997
- Медаль Джо Марстона (найкращому гравцю Гранд-фіналу Національної футбольної ліги) (2): 1991–92, 1993–94
- Входить до Зали слави Австралійського футболу[en] (з 2007 року)